# Pavle Strugar
Pavle Strugar (serbiska: Павле Стругар), född 13 juli 1933 i Peja i dåvarande Jugoslavien (i nuvarande Kosovo), död 12 december 2018, var en montenegrinsk general som tjänade i den jugoslaviska armén och dömd krigsförbrytare.
2001 åtalades Strugar av den ICTY för sin roll under belägringen av Dubrovnik 1991–1992. Den 31 januari 2005 föll rättens dom. Strugar dömdes till 8 års fängelse för sin roll i beskjutningen av staden och för att bland annat, i strid med krigets lagar, medvetet ha deltagit i attacker mot civila, förstörelse och skadegörelse av byggnader avsedda för religionsutövning, välgörenhet och utbildning, konst och vetenskap. Sedan Strugar överklagat sänktes straffet till 7,5 års fängelse på grund av hälsoskäl. Sedan han avtjänat 2/3 försattes han på fri fot.